# پال هارت
پال هارت (انگلیسی: Paul Hart؛ زادهٔ ۴ مهٔ ۱۹۵۳) یک بازیکن فوتبال اهل بریتانیا است.